# Natalie Merchant

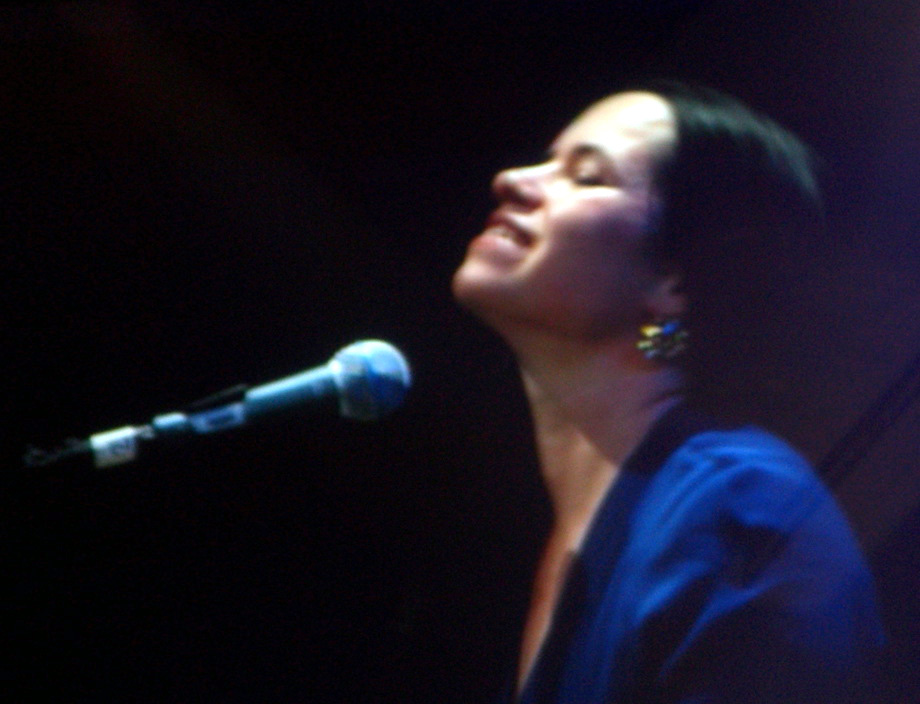
Natalie Merchant in 2005

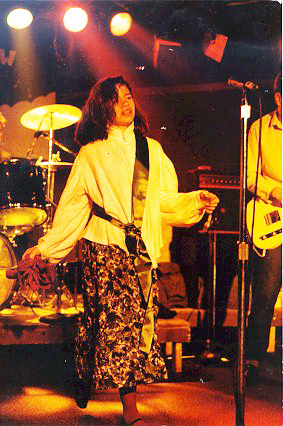
Nathalie Merchant in 1984

Natalie Anne Merchant (Jamestown, New York, 26 oktober 1963) is een Amerikaanse zangeres.
Merchant begon in 1981 bij de band 10,000 Maniacs, waar ze de oorspronkelijke leadzangeres verving. Deze band, vernoemd naar de horrorfilm Two Thousand Maniacs, ontwikkelde zich, evenals 'grote broer' R.E.M., tot een maatschappelijk betrokken college rockband. Deze betrokkenheid bij maatschappelijke organisaties (zoals Amnesty International) loopt als een rode draad door de carrière van Merchant.
In 1993 verlaat ze de band voor een solocarrière. Haar debuutalbum Tigerlily komt uit in 1995. Het album leverde drie bescheiden hits op, te weten Carnival, Jealousy en Wonder. Een nummer dat veel aandacht krijgt in de pers is River, een lied over de op 23-jarige leeftijd overleden acteur River Phoenix.
Haar tweede solo-album volgt in 1998. Ophelia bevat twaalf nummers die zijn opgenomen in de vorm van workshops, uitgaande van verschillende personages, waaronder Ophelia van Shakespeare. Deze personages worden door Merchant zelf vertolkt in een korte film die ook de titel Ophelia draagt. Kind & Generous is in 1998 een van de meest gedraaide singles op de adult rock-radiozenders in de Verenigde Staten. Ook singles Break Your Heart (een duet met N'Dea Davenport van Brand New Heavies) en Life is sweet krijgen airplay.
Na een wereldtour en een livealbum (1999) volgt in 2001 het album Motherland. Het album is opgedragen aan de slachtoffers van 11 september 2001. Er volgt wederom een tour door Noord-Amerika en Europa (met een bezoek aan onder meer Paradiso in Amsterdam).
In 2003 brengt Merchant The House Carpenter's Daughter uit, een album dat qua stijl afwijkt van de voorgaande drie albums. Het album is het resultaat van Merchants langgekoesterde wens om een album met alleen maar traditionele folkmuziek te maken. Het wordt uitgebracht in eigen beheer, in eerste instantie alleen in de Verenigde Staten. Wanneer het aanslaat, komt het alsnog naar Europa.
Na dit album wordt het even stiller rondom de zangeres. Ze bevalt van een dochter in 2003. In 2005 komt het 'best of'-album Retrospective uit. De deluxe-versie bevat een extra disc met niet eerder uitgebrachte opnames. In 2010 doorbreekt Merchant een jarenlange stilte met het album Leave Your Sleep.

## Discografie

### Solosingles
- Carnival (1995)
- Wonder (1995)
- Jealousy (1996)
- San Andreas Fault (1996)
- Kind & Generous (1998)
- Break Your Heart (1998)
- Life is Sweet (1999)
- Space Oddity (2000)
- Just Can't Last (2001)
- Build a Levee (2002)
- Owensboro (2003)

### Soloalbums
- Tigerlily (1995)
- Ophelia (1998)
- Live in Concert (1999)
- Motherland (2001)
- The House Carpenter's Daughter (2003)
- Retrospective: 1995-2005 (2005)
- Leave your Sleep (2010)
- Natalie Merchant (2014)
- Paradise Is There: The New Tigerlily Recordings (2015)
- Keep your Courage (2023)

### Met 10,000 Maniacs
- Human Conflict Number Five (1982)
- Secrets of the I Ching (1983)
- The Wishing Chair (1985)
- In My Tribe (1987)
- Blind Man's Zoo (1989)
- Hope Chest: The Fredonia Recordings 1982-1983 (1990)
- Our Time in Eden (1992)
- MTV Unplugged (1993)
- Campfire Songs: The Popular, Obscure and Unknown Recordings (2004)

## Hitlijsten

### Albums
| Album met eventuele hitnotering(en) in de Nederlandse Album Top 100 | Datum van verschijnen | Datum van binnenkomst | Hoogste positie | Aantal weken | Opmerkingen |
| ------------------------------------------------------------------- | --------------------- | --------------------- | --------------- | ------------ | ----------- |
| Leave your sleep                                                    | 16-04-2010            | 17-04-2010            | 24              | 5*           |             |

| Album met hitnotering(en) in de Vlaamse Ultratop 200 albums | Datum van verschijnen | Datum van binnenkomst | Hoogste positie | Aantal weken | Opmerkingen |
| ----------------------------------------------------------- | --------------------- | --------------------- | --------------- | ------------ | ----------- |
| Leave your sleep                                            | 2010                  | 24-04-2010            | 37              | 4*           |             |

- Bibsys: 11065261
- Biblioteca Nacional de España: XX1505588
- Bibliothèque nationale de France: cb139790431 (data)
- Gemeinsame Normdatei: 134942868
- International Standard Name Identifier: 0000 0001 1489 8980
- Library of Congress Control Number: no96009954
- MusicBrainz: ba03daa8-0a45-4432-881f-4de8e0e05305
- Nationale Bibliotheek van Tsjechië: xx0043843
- Nationale Bibliotheek van Israël: 987007334871105171
- Nationale en Universitaire bibliotheek Zagreb: 000413978
- Nederlandse Thesaurus van Auteursnamen: 143372394
- Réseau des bibliothèques de Suisse occidentale: 02-A005805667
- SNAC: w64r5rgx
- Système universitaire de documentation: 158486714
- Virtual International Authority File: 34651830